# Het nieuwe Haagse kookboek
Het nieuwe Haagse kookboek of kortweg het Haagse Kookboek, is een klassiek kookboek van de Nederlandse keuken. Sinds de eerste uitgave uit 1934 is het meer dan 80 maal herdrukt.

## Geschiedenis
Het kookboek werd aanvankelijk samengesteld als kooklesboek voor de Huishoudschool Laan van Meerdervoort in Den Haag. De recepten waren overeenkomstig de tijd: voedzaam en niet duur. De samenstellers, de leraressen Fréderique Mathilde Stoll en  Wilhelmina Hendrika de Groot, waren echter van mening dat eten daarnaast ook plezierig moet zijn. Het kookboek werd daarom al gauw door andere huishoudscholen overgenomen en vond zo ook zijn weg naar de Nederlandse keuken. 
Doordat het kookboek bij elke herdruk aangepast wordt aan de smaak van de tijd en de nieuwste inzichten van de voedingsleer, is het onverminderd populair gebleven. Het kookboek kenmerkt zich door het spaarzame gebruik van kruiden.